# تقي أباد (تيران وكرون)
تقي أباد هي قرية في مقاطعة تيران وكرون، إيران. عدد سكان هذه القرية هو 224 في سنة 2006.